# Ravajärvi
Ravajärvi är en sjö i Finland. Den ligger i kommunen Ilomants i landskapet Norra Karelen, i den sydöstra delen av landet, 400 km nordost om huvudstaden Helsingfors. Ravajärvi ligger 146,1 meter över havet. I omgivningarna runt Ravajärvi växer i huvudsak barrskog. Den är 12,2 meter djup. Arean är 1,22 kvadratkilometer och strandlinjen är 10,82 kilometer lång. Sjön  ingår i Vuoksens huvudavrinningsområde. 